# Alexei Uchitel
Alexei Uchitel (31 de agosto de 1951) é um diretor de cinema russo.